# 毛真刺蝦
毛真刺蝦（学名：Eumunida capillata）为劣柱蝦科真刺蝦屬下的一个种。